# Sacrilège
Pour le groupe de musique, voir Sacrilege (groupe).
Un sacrilège est une action qui manque de respect ou injurie ce que d'autres tiennent pour sacré. 

## Présentation
Si le sacrilège paraît délibéré, il est appelé « profanation ». Le terme de « blasphème » est utilisé pour désigner des paroles jugées sacrilèges .

## Histoire
Dans la Grèce antique, s'il n'existe pas de guerre de religion au sens strict, un acte jugé sacrilège tel que la profanation d'un sanctuaire peut justifier de violentes représailles allant jusqu'à la destruction de la cité coupable, comme la conquête de la Messénie par Sparte ou les guerres sacrées menées à la demande des amphictyons qui administraient le temple d'Apollon à Delphes.
En France, les peines contre le sacrilège apparaissent au XIIIe siècle comme sanction du crime de « lèse-majesté divine » : elles permettent à la justice royale de poursuivre l'hérésie qui était normalement du ressort de l'Inquisition.